# Guadalupe, Bolivia
Guadalupe är en ort i Bolivia.   Den ligger i departementet Potosí, i den södra delen av landet, 300 km söder om huvudstaden Sucre. Guadalupe ligger 4 164 meter över havet och antalet invånare är 184.
Terrängen runt Guadalupe är huvudsakligen kuperad, men västerut är den bergig. Trakten runt Guadalupe är nära nog obefolkad, med mindre än två invånare per kvadratkilometer.. Det finns inga andra samhällen i närheten. 
Omgivningarna runt Guadalupe är i huvudsak ett öppet busklandskap.